# 後発品
後発品（こうはつひん）とは、既存の製品と同一もしくは類似の使用目的・構造・効能または効果を持つ製品のことで、既存品に対する相対的な概念である。
後発品の例として後発医薬品が挙げられ、これを単に後発品と略称することがしばしばある。そのほか、すでに承認（認証・届出）されている医療機器と同一もしくは類似の使用目的・構造・効能または効果を持つ医療機器（後発医療機器）も、後発品の例である。

## 後発医薬品
後発医薬品とは、特許期間・占有期間の過ぎた薬剤を、他の薬剤メーカーが製造・販売したものである。治験や開発の費用がかからず、先発品（先行して発売されたもの）に比べて安価とされる。特許が切れた後にゾロゾロ出てくるということから、ゾロ薬と通称されることがある。
日本では薬価制度のため、価格については市場による需給バランスよりも、行政により左右され、決定される。品質については、日本ではオレンジブックと呼ばれる溶融試験のみが規定されており、体内動態試験や媒質（medium）による副作用を検討していない後発品も販売されている。したがって、先発品と後発品が等質であると断定できないこともある。

## 後発医療機器
すでに市場に出ている医療機器と効能効果・機能・使用方法などが類似している医療機器を、後発医療機器という（対義語は新医療機器、類義語に改良医療機器）。後発医療機器は、既存品と基本的に同等であり、日本では当該後発医療機器の承認・認証申請や届け出の際に、臨床試験の実施は不要とされている。また、アメリカ合衆国では、後発医療機器の登録には簡易な制度が設けられている。